# Novantinoe mariahelenae
Novantinoe mariahelenae är en skalbaggsart som beskrevs av Santos-silva och Hovore 2007. Novantinoe mariahelenae ingår i släktet Novantinoe och familjen långhorningar. Inga underarter finns listade i Catalogue of Life.